# Patrick Hurbain
Patrick Hurbain, né le 14 mai 1959, est un homme d'affaires et patron de presse belge.

## Biographie
Il détient 33 % du capital du groupe de presse Rossel, dont il est également président. Ce capital est hérité de son père, Robert Hurbain. Le groupe Rossel édite le quotidien belge Le Soir, mais aussi notamment, à travers la société Groupe Rossel La Voix, des quotidiens régionaux du nord-est de la France (La Voix du Nord, L'Union, Le Courrier picard, L'Est-Éclair, etc.) et le quotidien d'information générale 20 minutes.
Il est aussi président et administrateur délégué du groupe Sud Presse, ainsi que de la SA Rossel & cie, société mère du groupe Rossel. Patrick Hurbain a succédé à son père, mort le 7 janvier 2001, à la tête du premier groupe de presse francophone belge. Le conseil d'administration du groupe Rossel, réuni le 23 janvier 2001, a désigné Patrick Hurbain comme successeur de Robert Hurbain au poste de président et administrateur délégué[réf. nécessaire].
La famille Hurbain, qui détient 100 % de Rossel depuis 2005 (Le Soir) et 70 % de La Voix du Nord, a racheté les parts détenues par l'actionnaire minoritaire, la Socpresse (groupe Hersant). Rossel est désormais intégralement aux mains des trois enfants de Robert Hurbain : Patrick Hurbain, Christine Marchant-Hurbain et Nathalie Hurbain. Un pacte les lie et stipule qu'ils ne peuvent céder leurs parts sans l'accord des deux autres[réf. nécessaire].
La fortune de sa famille, classée 127e de Belgique en 2015, est évaluée à 169 millions d'euros.
En 2025, la fortune de la famille est estimée à 420 410 000€ et est classée 79e sur le site internet "DE RIJKSTE BELGEN".